# Монти-Сибиллини
Монти-Сибиллини или Сибиллинские горы — горный хребет, находящийся в Италии, центральная часть Апеннин, также является их водоразделом. С 1993 года этот хребет является национальным парком. В основном состоит из известняка, сформировавшегося на дне древнего моря. Встречаются карстовые формы рельефа. Важную роль в формировании рельефа сыграли ледники четвертичного периода. Сами горы сформировались в мезозойскую и кайнозойскую эру. Встречается много вершин больше 2000 метров, наивысшая точка 2476 метров.

## Природа

### Флора
- Эдельвейс
- Альпийская анемона
- Орхидея
- Каштан посевной
- Бук
- Белый клен

## Млекопитающие
- Волк
- Барсук
- Серна
- Заяц
- Белка
- Сони
- Кабан

## Птицы
- Беркут
- Сапсан
- Обыкновенная пустельга
- Канюки
- Сыч
- Зелёный дятел

## Пресмыкающиеся
- Уж обыкновенный
- Гадюки